# Gmina Goczałkowice-Zdrój
Die Gmina Goczałkowice-Zdrój ist eine Landgemeinde im Powiat Pszczyński der Woiwodschaft Schlesien in Polen. Hauptort und einziger Ort ist seit 1992 der gleichnamige Kurort (deutsch Gottschalkowitz).

## Geographie

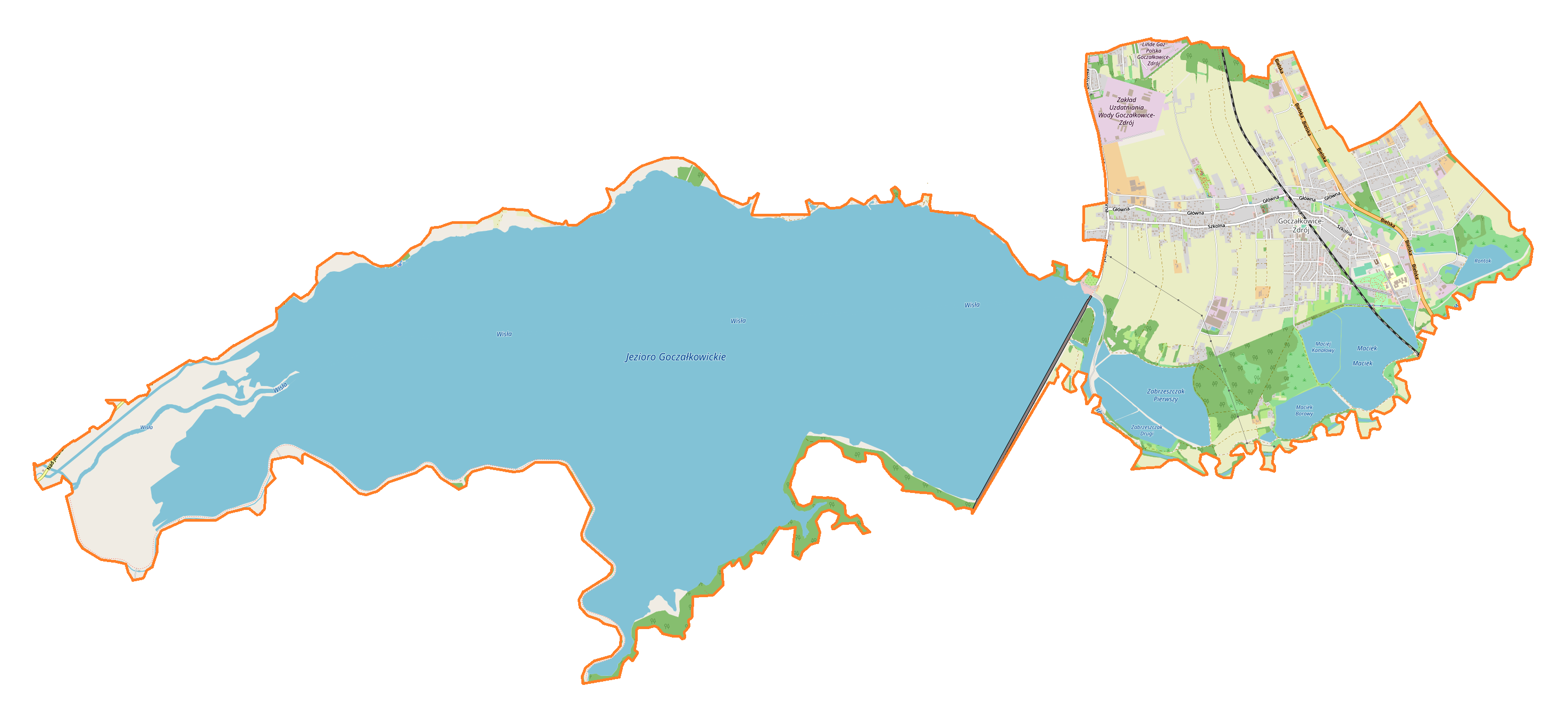
Karte der Gemeinde

Die Gemeinde liegt im Südosten der Woiwodschaft. Nachbargemeinden sind Pszczyna im Norden und Osten, Czechowice-Dziedzice im Süden, Chybie im Südwesten und Strumień im Westen. Die Kreisstadt Pszczyna (Pleß) grenzt mit ihren Vororten im Norden an das Gemeindegebiet. Nach Katowice (Kattowitz) sind es etwa 35 Kilometer in nördlicher Richtung.
Die Landschaft gehört zum Auschwitzer Becken (Kotlina Oświęcimska). Die Weichsel wird im Südwesten zum Goczałkowice-Stausee aufgestaut. Im weiteren Lauf fließt sie entlang der südlichen Gemeindegrenze. Dort befindet sich eine Reihe größerer Teiche. Der Stausee nimmt etwa zwei Drittel der Gemeindefläche ein, 18 Prozent werden landwirtschaftlich genutzt und zwei Prozent sind bewaldet.

## Gmina
Die Gemeinde besteht aus dem namensgebenden Kurort, in den alle anderen Orte eingemeindet sind. Es gibt einen Gemeinderat und keine Schulzenämter.

## Geschichte
Die 1973 aus verschiedenen Gromadas wieder gebildete Landgemeinde umfasste bis 1975 auch Ćwiklice und Rudołtowice. Goczałkowice-Zdrój wurde 1975 ein Stadtbezirk von Pszczyna. Zum 1. Januar 1992 wurde der Kurort Sitz der gegenwärtigen Landgemeinde. Er wurde 1967 zum ersten Kurort der heutigen Woiwodschaft ernannt. Das gesamte Areal des seit 1956 aufgestauten Goczałkowice-Stausees wurde in der Folge an die Landgemeinde übertragen.
Das Gebiet der Landgemeinde kam 1945 zur ehemaligen Woiwodschaft Schlesien und 1950 zur Woiwodschaft Katowice (1953–1956 Woiwodschaft Stalinogrodzkie). Von 1954 bis 1972 waren die Gemeinden in Gromadas aufgelöst. Von 1975 bis 1998 wurde der Powiat aufgelöst und die Woiwodschaft im Zuschnitt verkleinert. Im Januar 1999 kam die Gemeinde wieder zum Powiat Pszczyński und zur Woiwodschaft Schlesien.

## Verkehr
Die Landesstraße DK1 (Europastraße 75) durchzieht die Gemeinde von Süd nach Nord und führt von Bielsko-Biała über Tychy (Tichau) nach Częstochowa (Tschenstochau).
An der Bahnstrecke Katowice–Zwardoń bestehen die Stationen Goczałkowice und Goczałkowice Zdrój. Die nächsten Bahnhöfe bestehen in den Nachbarstädten Czechowice-Dziedzice und Pszczyna.
Der nächste internationale Flughafen ist Katowice.